# Concepcion (Tarlac)
Concepcion è una municipalità di prima classe delle Filippine, situata nella Provincia di Tarlac, nella Regione di Luzon Centrale.
Concepcion è formata da 45 baranggay:
- Alfonso
- Balutu
- Cafe
- Calius Gueco
- Caluluan
- Castillo
- Corazon de Jesus
- Culatingan
- Dungan
- Dutung-A-Matas
- Green Village
- Lilibangan
- Mabilog
- Magao
- Malupa

- Minane
- Panalicsian (Panalicsican)
- Pando
- Parang
- Parulung
- Pitabunan
- San Agustin (Murcia)
- San Antonio
- San Bartolome
- San Francisco
- San Isidro (Almendras)
- San Jose (Pob.)
- San Juan (Castro)
- San Martin
- San Nicolas (Pob.)

- San Nicolas Balas
- San Vicente (Caluis/Cobra)
- Santa Cruz
- Santa Maria
- Santa Monica
- Santa Rita
- Santa Rosa
- Santiago
- Santo Cristo
- Santo Niño
- Santo Rosario (Magunting)
- Talimunduc Marimla
- Talimunduc San Miguel
- Telabanca
- Tinang